# Dinsdale Morgan
Pour les articles homonymes, voir Morgan.
Dinsdale Morgan (né le 19 novembre 1972) est un athlète jamaïcain spécialiste du 400 mètres haies. 
Il décroche la médaille d'or du 400 m haies lors des Championnats d'Amérique centrale et des Caraïbes de 1997, puis remporte dès l'année suivante le titre des Jeux du Commonwealth et des Jeux d'Amérique centrale et des Caraïbes. 
Il atteint à deux reprises la finale des Championnats du monde d'athlétisme en obtenant la septième place en 1997 et 1999. 
Son record personnel sur 400 m haies, établi en 1998 à Rome, est de 48 s 13.

## Palmarès
| Date | Compétition                                | Lieu         | Résultat | Épreuve     |
| ---- | ------------------------------------------ | ------------ | -------- | ----------- |
| 1997 | Championnats du monde en salle             | Paris        | 2e       | 4 x 400 m   |
| 1997 | Championnats du monde                      | Athènes      | 7e       | 400 m haies |
| 1997 | Champ. d'Amérique centrale et des Caraïbes | San Juan     | 1er      | 400 m haies |
| 1998 | Jeux du Commonwealth                       | Kuala Lumpur | 1er      | 400 m haies |
| 1998 | Jeux d'Amérique centrale et des Caraïbes   | Maracaibo    | 1er      | 400 m haies |
| 1998 | Finale du Grand Prix                       | Moscou       | 2e       | 400 m haies |
| 1998 | Coupe du monde des nations                 | Johannesburg | 3e       | 400 m haies |
| 1999 | Championnats du monde                      | Séville      | 7e       | 400 m haies |
| 2002 | Jeux du Commonwealth                       | Manchester   | 5e       | 400 m haies |